# KaBaL International 2018
Die KaBaL International 2018 im Badminton fanden vom 15. bis zum 18. März 2018 in Karviná statt.

## Sieger und Platzierte
| Disziplin    | Gold                                      | Silber                                 | Bronze                                     |
| ------------ | ----------------------------------------- | -------------------------------------- | ------------------------------------------ |
| Herreneinzel | Victor Svendsen                           | Subhankar Dey                          | Milan Ludík                                |
| Herreneinzel | Victor Svendsen                           | Subhankar Dey                          | Dmytro Zavadsky                            |
| Dameneinzel  | Yuri Nakamura                             | Amalie Hertz Hansen                    | Kate Foo Kune                              |
| Dameneinzel  | Yuri Nakamura                             | Amalie Hertz Hansen                    | Mathilde Møller                            |
| Herrendoppel | Bjarne Geiss Jan Colin Völker             | Peter Käsbauer Johannes Pistorius      | Emil Hybel Mathias Thyrri                  |
| Herrendoppel | Bjarne Geiss Jan Colin Völker             | Peter Käsbauer Johannes Pistorius      | Vasily Kuznetsov Paweł Prądziński          |
| Damendoppel  | Supissara Paewsampran Puttita Supajirakul | Elisa Melgaard Sofie Nielsen           | Wiktoria Dąbczyńska Aleksandra Goszczyńska |
| Damendoppel  | Supissara Paewsampran Puttita Supajirakul | Elisa Melgaard Sofie Nielsen           | Susan Ekelund Line Fleischer               |
| Mixed        | Peter Käsbauer Olga Konon                 | Paweł Śmiłowski Magdalena Świerczyńska | Jakub Bitman Alžběta Bášová                |
| Mixed        | Peter Käsbauer Olga Konon                 | Paweł Śmiłowski Magdalena Świerczyńska | Filip Budzel Tereza Švábíková              |